# منتخب كندا لكرة الأرض للرجال
منتخب كندا الوطني لكرة الأرض للرجال (بالإنجليزية: Canada men's national floorball team)‏ هو ممثل كندا الرسمي في المنافسات الدولية في كرة الأرض .